# Voluntary
Voluntary (v. engl. „spontan“) bezeichnet ein Musikstück (meist für die Orgel), welches improvisiert wurde, oder eine Komposition von improvisatorischem Charakter. Das Voluntary entstammt dem englischen Barock und ist in der ursprünglichen Funktion mit dem Präludium vergleichbar. Daher ist das Voluntary auch nicht an eine spezielle kompositorische Form gebunden.
Das Trumpet voluntary leitet sich aus dem gleichnamigen Orgelregister ab. Auch wenn zunächst das Soloregister der Orgel gemeint war, sind heute auch Aufführungen mit echten Trompeten üblich.
Komponisten von Orgelvoluntaries:
- John Alcock Jr.
- John Blow
- William Boyce
- Jeremiah Clarke
- Maurice Greene
- Henry Heron
- John Hingeston
- Henry Purcell
- William Russell
- John Stanley
- Thomas Sanders Dupuis

## Noten
- IMSLP Twelve Voluntaries for the Organ or Harpsichord. Selected from the Works of several Eminent Authors. Ca 1780. (anonyme autoren, außer Nr. 3 von John Stanley)
- IMSLP Collection of Voluntaries for Organ or Harpsichord, composed by Dr. Green, Mr. Travers and several other eminent Masters (1765).
- John Alcock Eight Easy Voluntarys for the Organ composed by John Alcock Jun. M. B. (v. 1775)
- John Beckwith 6 Voluntaries for the Organ or Harpsichord (1780).
- Thomas Sanders Dupuis Voluntary in C.
- William Goodwin Twelve Voluntaries for the Organ or Harpsichord (1776).
- Maurice Greene Twelve Voluntaries for the Organ or Harpsichord (1779).
- Samuel Long Four Lessons and two Voluntarys for the Harpsichord or Organ, (ca. 1779).
- William Russell 24 Voluntaries for the Organ or Pianoforte, en 2 vol. (1804 ?, 1812).
- John Stanley 30 Voluntaries for Organ or Harpsichord, Op. 5, Op. 6 & Op. 7.
- John Travers Voluntary XI from XII Voluntaries for the Organ or Harpsichord (ca. 1769).